# Martinskirchen
Martinskirchen er en bydel i Mühlberg ved Elben i den brandenburgske landkreis Elbe-Elster i Tyskland.
51°28′17″N 13°12′11″Ø / 51.4714°N 13.2031°Ø